# 堺泉北道路

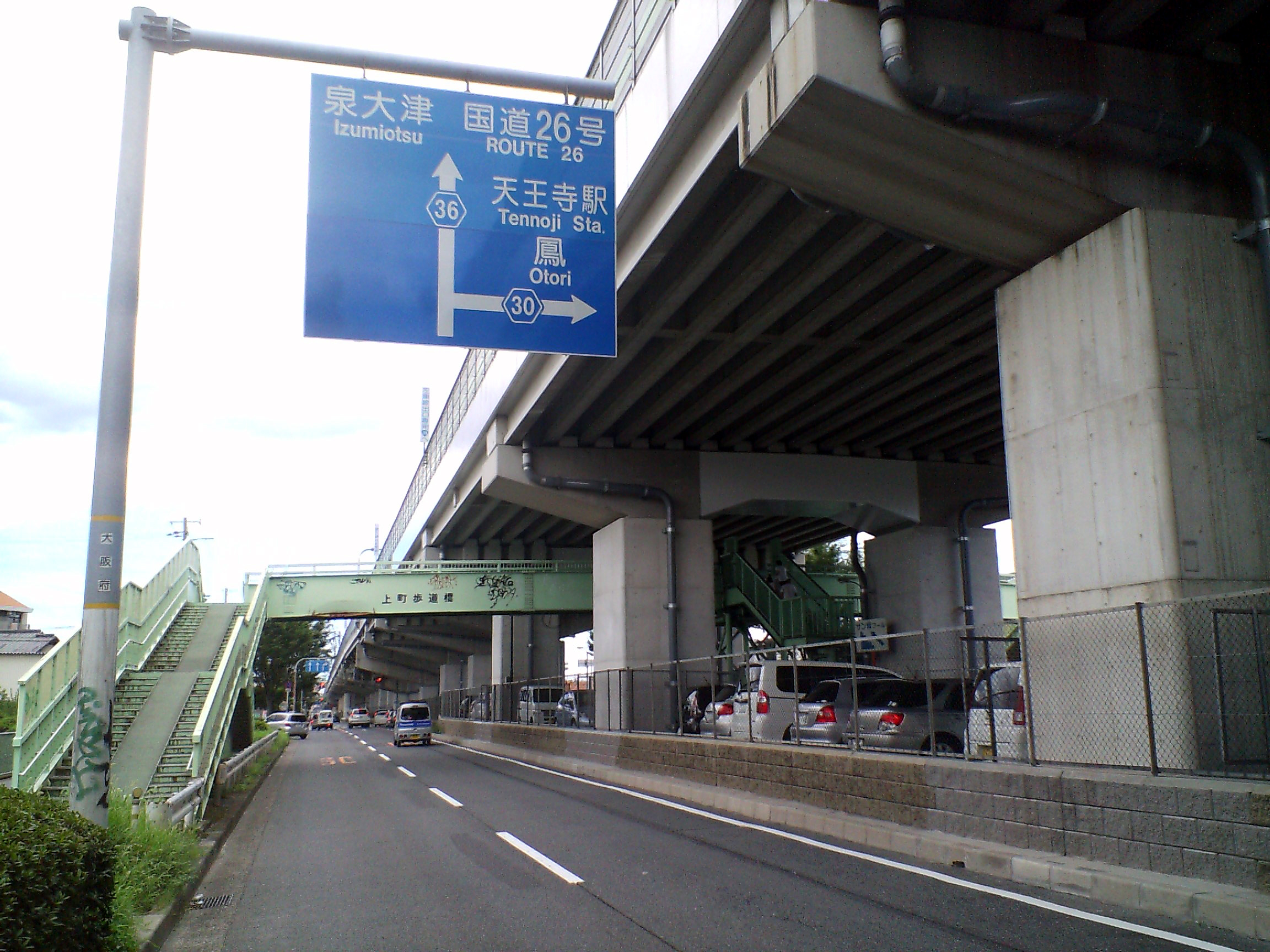
大阪府道36号泉大津美原線と併走する
堺泉北道路（高架上）
（大阪府和泉市上町）

堺泉北道路（さかいせんぼくどうろ、英語: SAKAISENBOKU TOLL ROAD）は、大阪府高石市から大阪府堺市中区に至る有料道路（国道26号）である。
なお、全線が地域高規格道路の計画路線としての堺泉北道路に指定されている 。料金が均一100円であるため「100円高速」という名で呼ばれていたが、2018年4月1日に大阪府道路公社から西日本高速道路（NEXCO西日本）に移管される際に対距離制料金に移行した。
高速道路ナンバリングによる路線番号は、「E90」が割り振られている。

## 概要
全線にわたって、府道36号泉大津美原線の新道の中央部に、1986年（昭和61年）12月から約4年をかけて建設された。　
阪和自動車道および阪神高速4号湾岸線とを直結して、関西国際空港へのアクセス道路、特に大阪府の北部及び東部、奈良県北部、京都府、滋賀県、兵庫県南部内陸部および北部、中国地方、東海地方、北陸地方方面から向かう主要ルートの役割を果たしている。
自動車専用道路ではないが、自動車専用道路とほぼ同等の通行規制がなされている。なお、案内標識は青色のものが採用されている（阪神高速32号新神戸トンネルと同様）。

### 路線データ
- 道路構造令 : 第4種第1級
- 車線数 : 完成4車線（一部を除く）
- 設計速度 : 60 km/h
- 事業費 : 208億円[5]

## インターチェンジなど
- IC番号欄の背景色が■である区間は既開通区間に存在する。
- (数字)は、他路線の番号。
- 英略字は以下の項目を示す。
JCT：ジャンクション、TB：本線料金所
- 全てのインターチェンジ（「ランプ」とも表記される）は、府道36号泉大津美原線（新道、一般部）と接続しているため、接続路線名からは除外している。なお、間接接続する路線名は括弧内に表記している。
- 全線大阪府内に所在。

| IC 番号                                                         | 施設名         | 接続路線名                  | 起点 から (km) | 備考                      | 備考                      | 所在地   | 所在地   |
| --------------------------------------------------------------- | -------------- | --------------------------- | -------------- | ------------------------- | ------------------------- | -------- | -------- |
| ←関西空港・泉佐野方面 - 阪神高速4号湾岸線 - 大阪市内・神戸方面→ |                |                             |                |                           |                           |          |          |
| (4-11)                                                          | 助松JCT        | 阪神高速4号湾岸線           | 0.0            |                           | 無料区間                  | 泉大津市 | 泉大津市 |
| -                                                               | 助松IC         | （府道204号堺阪南線）       | 0.6            | 堺方面                    | 無料区間                  | 高石市   | 高石市   |
| -                                                               | 綾園IC         | （国道26号本道）            | 1.9            | 助松方面                  | 無料区間                  | 高石市   | 高石市   |
| 4                                                               | 取石IC         | （国道26号本道）            | 2.5            | 堺方面                    | 堺方面                    | 高石市   | 高石市   |
| 3                                                               | 菱木IC         | （府道216号和田福泉線）     | 4.8            | 堺方面                    | 堺方面                    | 堺市     | 西区     |
| -                                                               | 菱木本線料金所 |                             | 5.0            | 堺方面 助松方面は廃止     | 堺方面 助松方面は廃止     | 堺市     | 西区     |
| 2                                                               | 太平寺IC       | （府道61号堺かつらぎ線）    | 6.2            | 助松方面 料金所は入口のみ | 助松方面 料金所は入口のみ | 堺市     | 西区     |
| 1                                                               | 平井IC         |                             | 6.6            | 助松方面 料金所は入口のみ | 助松方面 料金所は入口のみ | 堺市     | 中区     |
| -                                                               | 平井本線料金所 |                             | 6.6            | 助松方面                  | 助松方面                  | 堺市     | 中区     |
| (14)                                                            | 堺JCT          | E26阪和自動車道（松原方面） | 7.0            | ハーフJCT                 | ハーフJCT                 | 堺市     | 中区     |
| 阪和自動車道 松原・吹田方面                                     |                |                             |                |                           |                           |          |          |

## 歴史
- 1985年（昭和60年）12月23日 : 南大阪道路（起点：堺市、終点：高石市、延長：3.9km）事業許可。[7]
- 1988年（昭和60年）10月28日 : 高石市取石 - 綾園間0.8km（現取石出入口 - 助松出入口）が開通[8]。取石出入口は当時暫定的に助松方面向きのハーフICだった。
- 1991年（平成3年）
  - 3月15日 : 取石出入口 - 平井出入口間開通。
  - 12月7日 : 平井出入口 - 堺JCT間開通。
    - 阪和自動車道の美原北IC - 堺IC間開通に伴う。
- 1993年（平成5年）11月4日 : 助松JCT - 助松出入口間開通により全線開通。
  - 阪神高速4号湾岸線の出島出入口 - 泉大津出入口間開通に伴う。
- 2006年（平成18年）2月8日 : 菱木本線料金所（助松方面）廃止、ETC導入。
太平寺入口及び平井入口、平井本線料金所（全て助松方面）に料金所を開設（全施設完成）。
  - 阪和自動車道の堺本線料金所（下り線、和歌山方面）及び岸和田本線料金所（上り線、大阪方面）廃止に伴う[9]。
- 2018年（平成30年）4月1日 : 大阪府道36号泉大津美原線から直轄国道である国道26号に編入の上[10]、大阪府道路公社から西日本高速道路に移管。「堺泉北有料道路」から「堺泉北道路」に名称変更。均一料金制から対距離料金制に変更[11]。

## 路線状況

### 車線・最高速度
取石出入口はJR阪和線を跨ぐ高架上にあり、並行する府道36号泉大津美原線（新道、一般部）を含めた幅員が狭い（片側2車線分の幅員はあるが、流入路及び流入路の余裕が少ない）ため、本線が片側1車線となる。
| 区間             | 車線 上下=上+下 | 最高速度 | 最高速度 | 備考 |
| 区間             | 車線 上下=上+下 | 上       | 下       | 備考 |
| ---------------- | --------------- | -------- | -------- | ---- |
| 助松JCT - 取石IC | 4=2+2           | 60 km/h  | 60 km/h  |      |
| 取石IC付近       | 2=1+1           | 60 km/h  | 60 km/h  |      |
| 取石IC - 平井IC  | 4=2+2           | 60 km/h  | 60 km/h  |      |
| 平井IC - 堺JCT   | 2=1+1           | 60 km/h  | 60 km/h  |      |

### サービスエリア・パーキングエリア
堺泉北道路内には休憩施設は存在しない。

### 道路管理者
- 西日本高速道路関西支社　阪奈高速道路事務所 : 全線

#### 所轄警察
- 大阪府警察高速道路交通警察隊阪神泉大津分駐所と近畿吹田分駐所が管轄している。

### 料金
- 助松JCT - 綾園IC : 無料
  - 助松JCT利用時は、阪神高速4号湾岸線に接続するため、阪神高速道路の通行料金が必要。
- 綾園IC - 堺JCT : 有料（普通車100円 - 120円）
  - 料金水準は高速自動車国道の大都市近郊区間を基本とする。2006年（平成18年）2月8日にETCを導入した。平井入口の料金所ではETC無線通行は不可能であったが、2016年（平成28年）2月12日より、ETC無線通行が可能となった。

### 交通量
平日24時間交通量（台）（上下合計）
- 斜字は推計値を示す。

| 料金 | 区間              | 平成17年度 （2005年度） | 平成22年度（2010年度） | 平成22年度（2010年度） | 備考 | 所在地 |
| 料金 | 区間              | 平成17年度 （2005年度） | 台数                   | 混雑度                 | 備考 | 所在地 |
| ---- | ----------------- | ----------------------- | ---------------------- | ---------------------- | ---- | ------ |
| 無料 | 助松JCT - 助松IC  | 47,318                  | 41,745                 | 0.75 0.73 0.70 0.73    |      | 大阪府 |
| 無料 | 助松IC - 綾園IC   | 47,318                  | 41,745                 | 0.75 0.73 0.70 0.73    |      | 大阪府 |
| 有料 | 綾園IC - 取石IC   | 47,318                  | 41,745                 | 0.75 0.73 0.70 0.73    |      | 大阪府 |
| 有料 | 取石IC - 菱木IC   | 47,318                  | 41,745                 | 0.75 0.73 0.70 0.73    |      | 大阪府 |
| 有料 | 菱木IC - 太平寺IC | 47,318                  | 41,745                 | 0.75 0.73 0.70 0.73    |      | 大阪府 |
| 有料 | 太平寺IC - 平井IC | 47,318                  | 41,745                 | 0.75 0.73 0.70 0.73    |      | 大阪府 |
| 有料 | 平井IC - 堺JCT    | 47,318                  | 41,745                 | 0.75 0.73 0.70 0.73    |      | 大阪府 |

## 地理

### 通過する自治体
高石市・泉大津市・和泉市・堺市の4市の境界付近を通過する。
- 大阪府
  - 高石市（助松JCTの一部） - 泉大津市（助松JCT） - 
高石市（助松出入口） - 和泉市 - 泉大津市 - 和泉市 - 泉大津市（本線の一部） - 
高石市（綾園出入口） - 泉大津市（本線の一部） - 高石市 - 泉大津市 - 高石市 - 泉大津市 - 和泉市 - 泉大津市 - 高石市 - 泉大津市 - 和泉市（本線の一部） - 高石市 - 泉大津市 - 和泉市 - 
高石市（取石出入口） - 和泉市（本線の一部） - 高石市 - 和泉市 - 高石市 - 和泉市 - 堺市西区（本線の一部） - 和泉市 - 
堺市西区（菱木出入口、菱木本線料金所、大平寺出入口） - 
堺市中区（平井出入口、平井本線料金所、堺JCT）

### 接続する高速道路
- 阪神高速4号湾岸線（助松JCTで接続）
- E26阪和自動車道（松原方面）（堺JCTで直結、ハーフJCT）